# 維克托·卡拉科
维克托·伊万诺维奇·卡拉科（1948年7月29日—），出生于白俄罗斯格罗德诺，是一位白俄罗斯建筑师。白俄罗斯建筑师联盟董事会成员，白俄罗斯列宁共青团奖获得者（1980年），個人创意工作室负责人。

## 个人简介
1966－1972年，他就读于白俄罗斯国立技术大学 （导师为A.P.沃伊诺、列夫·雷明斯基等），他的毕业设计是明斯克的一座机场。 
1972至1976年间，他在白州项目研究所工作。1975年成为白俄罗斯建筑师联盟成员。1976年进入白俄罗斯城市规划研究设计院城市规划部工作，任建筑师组组长、项目总建筑师、工作室负责人直至1985年。1985到1998年间，他再次在白州项目研究所工作并担任项目总建筑师兼部门负责人，同时，从1989年起，他担任白俄罗斯建筑师联盟创意工作室的负责人。
自1998年起担任個人创意工作室负责人。2003年起，他一直在白俄罗斯国立技术大学建筑学院教授设计，并在2005年起开始担任白俄罗斯建筑师联盟董事会成员。

## 作品
- 马车上的跨集体先锋营综合体：舍维纳，维捷布斯克州，巴罗瓦亚赛车场的比赛官员驻地（1979年）[2]；

- 明斯克第四中学的重建项目（1979年）；

- “明斯克”青年中心 （1980 年，与尤里·施皮特共同设计，V·沙尔科夫斯基 、 J·杜普利克 参与设计； 该项目获得白俄罗斯列宁共青团奖）；

- 第六区贸易和社区中心项目（1986年）；

- 位于新波拉茨克的带有咖啡馆和舞厅的电影院大大楼（1980年）；

- 布列斯特青旅（1986年）；

- 位于明斯克Apansky街道的明斯克市执行委员会内务部行政大楼和车库（1990年），以及克格勃和部长理事会在维亚恰水库的办事处、“聚会” 餐厅的内部装潢；

- 位于明斯克朱可夫大道的贝拉格罗普罗姆银行总部大楼，克雷尼察水庫上的 阿根奇克 健康综合体，莫吉廖夫、斯莫列維奇、斯莫爾貢与科列利奇的贝拉格罗普罗姆银行分行内部装饰、购物和公共中心以及平斯克餐厅[3]。

### 比赛成绩
- 布列斯特机场 ：二等奖
- 明斯克火车站：1-2 奖
- 普罗夫迪夫歌剧院：奖励奖
- 党派荣耀万神殿：二等奖

### 参加比赛一览
- 比利时“缺席设计”设计大赛
- 英国艺术基金馆比赛
- 日本《新建筑》杂志住宅设计大赛

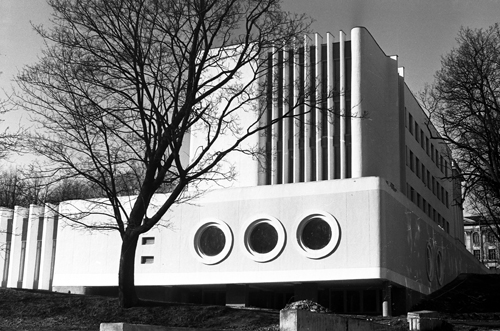
重建明斯克第四中学项目
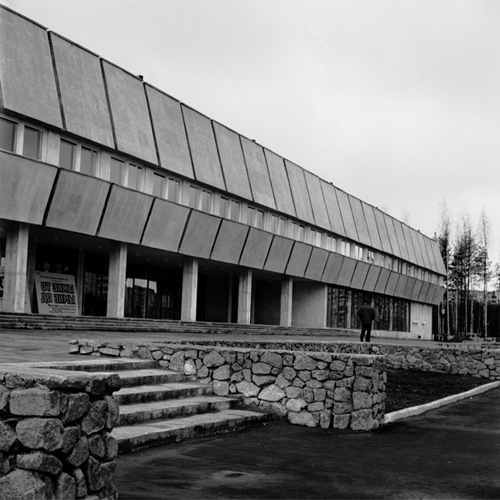
新波拉茨克青年中心
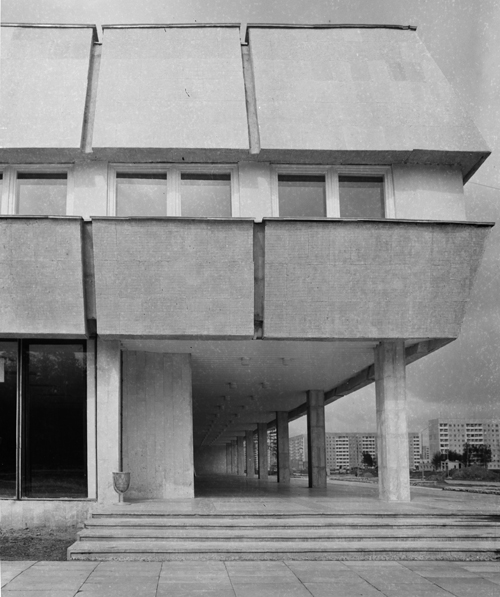
新波拉茨克青年中心
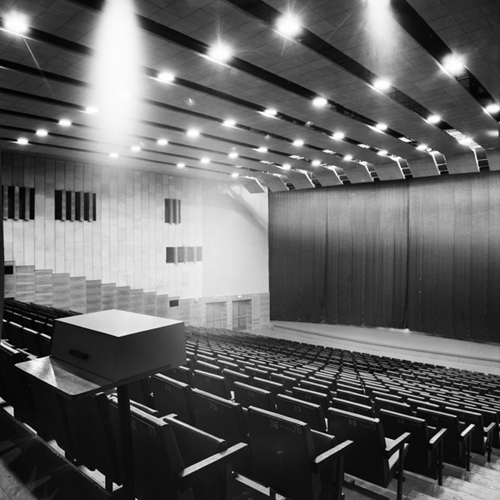
纳瓦波拉茨克青年中心
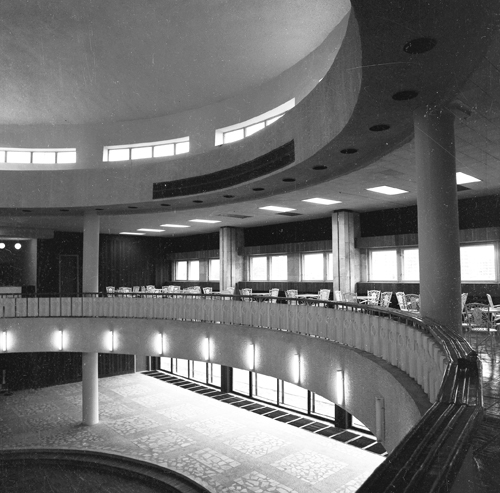
纳瓦波拉茨克青年中心
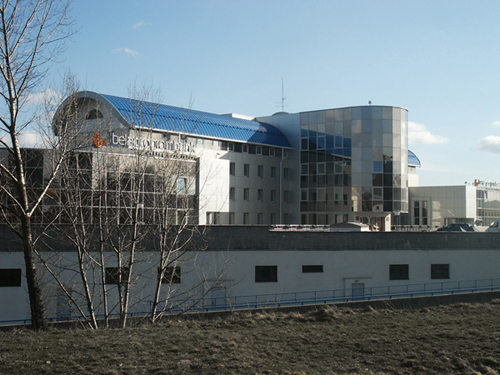
明斯克“贝拉格罗普罗姆”银行总部大楼
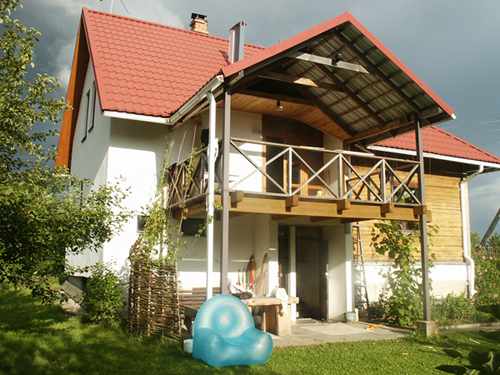
明斯克附近的园丁之家
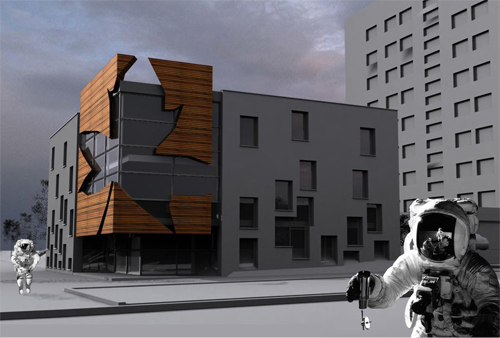
明斯克的花店
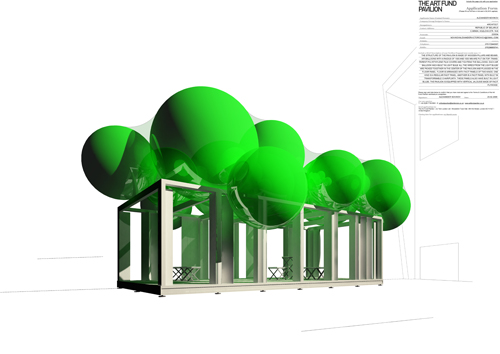
国际竞赛“艺术基金馆”，英国
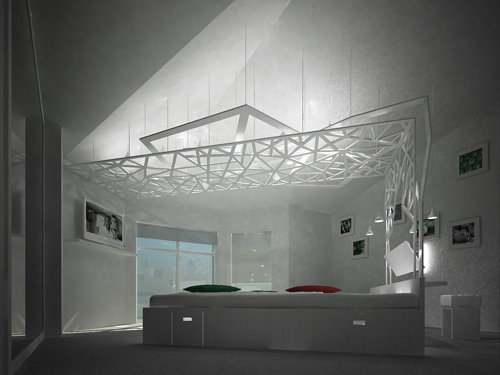
“善恶知识树”
扎斯拉夫斯卡娅街 10 号银行大楼的重建项目
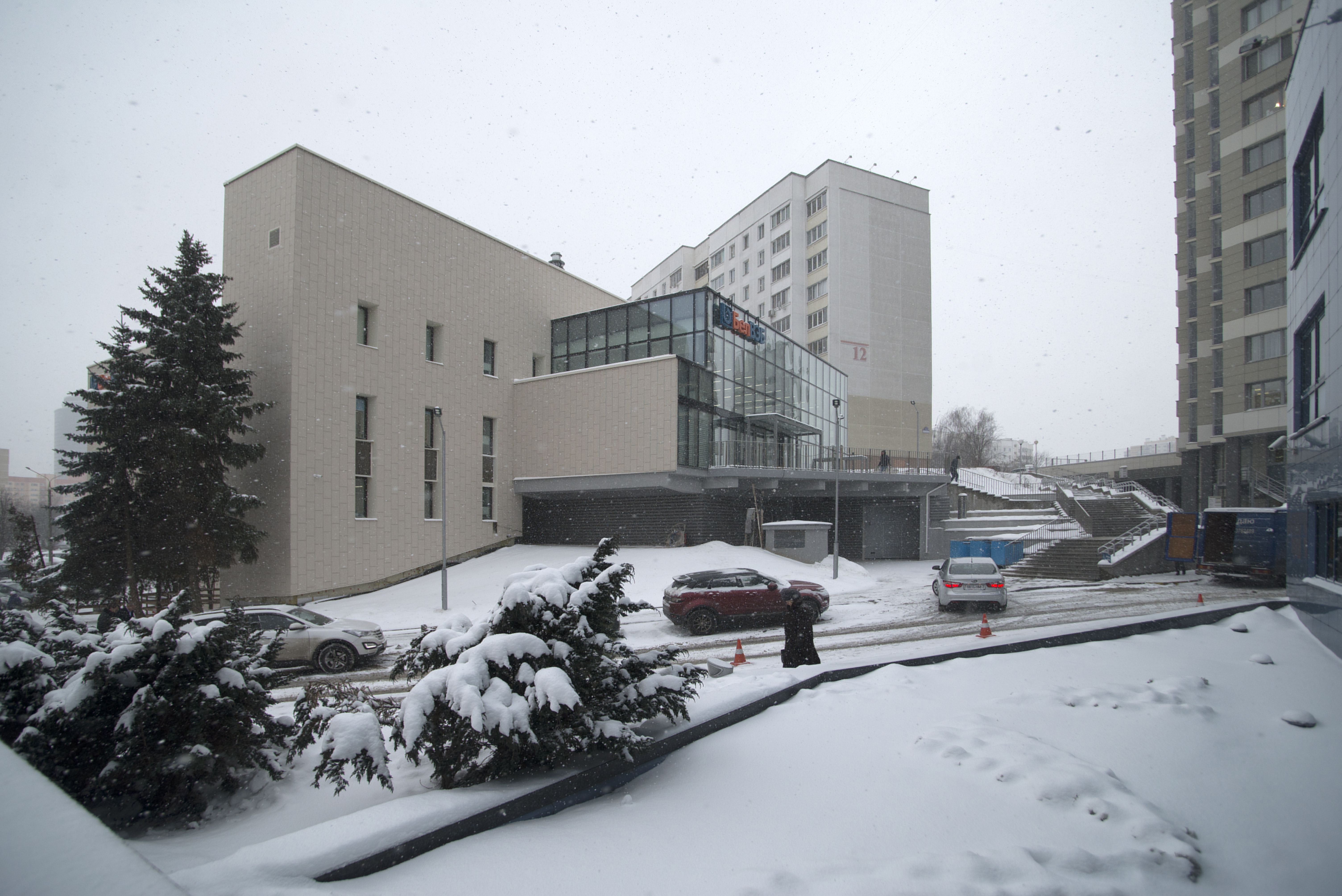
扎斯拉夫斯卡娅街 10 号银行大楼的重建项目

## 奖项
- 白俄罗斯列宁共青团奖（1982年）
- 火车站项目全联盟竞赛一、二等奖（1974年，集体作者）
- 明斯克的党派荣耀纪念馆项目共和竞赛二等奖（1976年，是集体作者中的一员）

## 著作
- Карако Виктор Иванович // Кто есть Кто в Республике Беларусь. Архитекторы Беларуси. / Редакционный совет: И. В. Чекалов (пред.) и др. Минск: Энциклопедикс, 2014. −140 с. ISBN 978-985-7090-29-7. (руск.)
- Карака Віктар Іванавіч // Архітэктура Беларусі: Энцыклапедычны даведнік. — Мн.: БелЭн, 1993. — 620 с. — ISBN 5-85700-078-5.
- Карако Виктор Иванович // Архитекторы Советской Белоруссии: Биогр. справочник / Союз архитекторов БССР; Сост. В. И. Аникин и др.. — Мн.: Беларусь, 1991. — 262 с. — ISBN 5-338-00611-1. (руск.)